# Bola de Ouro
 (juillet 2025).
Si vous disposez d'ouvrages ou d'articles de référence ou si vous connaissez des sites web de qualité traitant du thème abordé ici, merci de compléter l'article en donnant les références utiles à sa vérifiabilité et en les liant à la section « Notes et références ».
Pour les articles homonymes, voir Ballon d'or (homonymie).

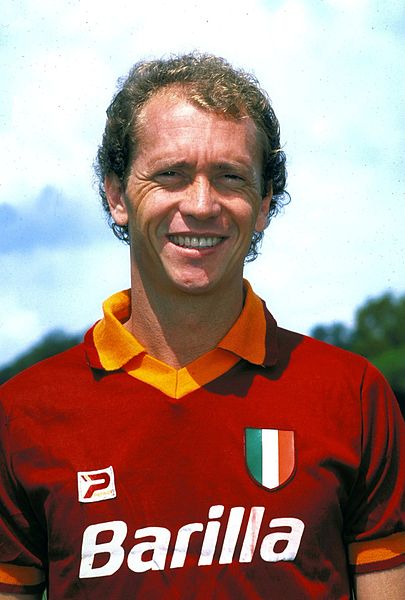
Paulo Roberto Falcão, Rome, 1983-1984.

La Bola de Ouro (« ballon d'or » en français) est une distinction attribuée chaque année par le magazine brésilien Placar. Elle récompense le meilleur joueur du championnat brésilien depuis 1973. Le classement est fait sur la base de notes attribuées à chaque match par les journalistes de Placar.

## Palmarès
- 1971 : Dirceu Lopes (Cruzeiro EC)
- 1973 : Agustín Cejas (Santos FC) et Atilio Ancheta (Grêmio Porto Alegrense)
- 1974 : Zico (CR Flamengo)
- 1975 : Valdir Peres (São Paulo FC)
- 1976 : Elías Figueroa (SC Internacional)
- 1977 : Toninho Cerezo (Atlético Mineiro)
- 1978 : Falcão (SC Internacional)
- 1979 : Falcão (SC Internacional)
- 1980 : Toninho Cerezo (Atlético Mineiro)
- 1981 : Paulo Isidoro (Grêmio Porto Alegrense)
- 1982 : Zico (CR Flamengo)
- 1983 : Roberto Costa (Atlético Paranaense)
- 1984 : Roberto Costa (CR Vasco de Gama)
- 1985 : Marinho  (Bangu AC)
- 1986 : Careca (São Paulo FC)
- 1987 : Renato Gaucho (CR Flamengo)
- 1988 : Cláudio Taffarel (SC Internacional)
- 1989 : Ricardo Rocha (São Paulo FC)
- 1990 : César Sampaio (São Paulo FC)
- 1991 : Mauro Silva (CA Bragantino)
- 1992 : Júnior (CR Flamengo)
- 1993 : César Sampaio (SE Palmeiras)
- 1994 : Amoroso (Guarani FC)
- 1995 : Giovanni (Santos FC)
- 1996 : Djalminha (SE Palmeiras)
- 1997 : Edmundo (CR Vasco de Gama)
- 1998 : Edílson (SC Corinthians)
- 1999 : Marcelinho Carioca (SC Corinthians)
- 2000 : Romário  (CR Vasco de Gama)
- 2001 : Alex Mineiro (Atlético Paranaense)
- 2002 : Kaká (São Paulo FC)
- 2003 : Alex (Cruzeiro EC)
- 2004 : Robinho (Santos FC)
- 2005 : Carlos Tévez (SC Corinthians)
- 2006 : Lucas Leiva (Grêmio Porto Alegrense)
- 2007 : Thiago Neves (Fluminense FC)
- 2008 : Rogério Ceni (São Paulo FC)
- 2009 : Adriano (CR Flamengo)
- 2010 : Darío Conca (Fluminense FC)
- 2011 : Neymar (Santos FC)
- 2012 : Ronaldinho (Atlético Mineiro)
- 2013 : Éverton Ribeiro (Cruzeiro EC)
- 2014 : Ricardo Goulart (Cruzeiro EC)
- 2015 : Renato Augusto (SC Corinthians)
- 2016 : Gabriel Jesus (SE Palmeiras)
- 2017 : Jô (SC Corinthians)
- 2018 : Dudu (SE Palmeiras)
- 2019 : Gabriel Barbosa (CR Flamengo)
- 2020 : Claudinho (RB Bragantino)
- 2021 : Hulk (Atlético Mineiro)
- 2022 : Gustavo Scarpa[1] (SE Palmeiras)
- 2023 : Luis Suárez (Grêmio Porto Alegrense)
- 2024 : Estevão Willian (SE Palmeiras)

Le titre n’avait pas été attribué en 1970 et 1972, mais les joueurs suivants ont eu la meilleure notation :
- 1970 : Francisco Reyes (CR Flamengo)
- 1972 : Elías Figueroa (SC Internacional)

Il n'y a que six joueurs qui ne sont pas brésiliens dans ce palmarès : Agustín Cejas ( Argentine), Atílio Ancheta ( Uruguay), Elias Figueroa ( Chili), Carlos Tévez ( Argentine), Darío Conca ( Argentine) et Luis Suárez ( Uruguay).